# Good Time (bài hát của Owl City và Carly Rae Jepsen)
"Good Time" là một ca khúc của nam ca sĩ nhạc synthpop người Mỹ Owl City và nữ ca sĩ thu âm người Canada Carly Rae Jepsen trích từ album phòng thu thứ tư của Owl City, The Midsummer Station (2012). Đĩa đơn được chính thức phát hành vào 26 tháng 6 năm 2012. "Good Time" được sáng tác bởi Matt Thiessen, Brian Lee và Adam Young. Ca khúc nhận được nhiều đánh giá tích cực từ các nhà phê bình âm nhạc, họ nói rằng "Good Time" giống như là một "bài ca mùa hè" vậy.

## Thực hiện
Adam Young thông báo trên Twitter của anh rằng anh sẽ hợp tác với Carly Rae Jepsen trong một ca khúc mới, và nói rằng anh sẽ phát hành ca khúc này vào ngày 26 tháng 6 năm 2012. Đến 20 tháng 6 năm 2012, Adam Young phát hành "Good Time" trên tài khoản SoundCloud của anh. Ca khúc được chính thức phát hành trên iTunes vào 26 tháng 6 năm 2012. "Good Time" được sáng tác bởi Matt Thiessen, Brian Lee và chính Adam Young.

## Video âm nhạc
Video âm nhạc cho đĩa đơn được đạo diễn bởi Declan Whitebloom và được phát hành vào 24 tháng 7 năm 2012 trên VEVO của Owl City. Cũng vào ngày hôm đó, Adam Young nhắn trên Twitter của anh rằng: "It's always a #goodtime going camping with @CarlyRaeJepsen" (Tạm dịch: "Sẽ luôn là một #goodtime khi đi cắm trại với @CarlyRaeJepsen") kèm theo một liên kết dẫn đến video này trên YouTube. Trong video có mặt cả Jepsen và Young.

## Danh sách ca khúc
- Tải kĩ thuật số[3]

1. "Good Time" – 3:26

- Đĩa đơn CD[4]

1. "Good Time" – 3:26
2. "Good Time" (Adam Young Remix) – 3:10

## Xếp hạng
| Bảng xếp hạng (2012)                 | Vị trí cao nhất |
| ------------------------------------ | --------------- |
| Úc (ARIA)                            | 5               |
| Áo (Ö3 Austria Top 40)               | 30              |
| Bỉ (Ultratop 50 Flanders)            | 8               |
| Bỉ (Ultratop 50 Wallonia)            | 14              |
| Canada (Canadian Hot 100)            | 1               |
| Cộng hòa Séc (Rádio Top 100)         | 34              |
| Đan Mạch (Tracklisten)               | 17              |
| Pháp (SNEP)                          | 22              |
| Đức (GfK)                            | 18              |
| Ireland (IRMA)                       | 6               |
| Nhật Bản (Japan Hot 100)             | 12              |
| Hà Lan (Dutch Top 40)                | 10              |
| New Zealand (Recorded Music NZ)      | 1               |
| Na Uy (VG-lista)                     | 7               |
| Thụy Điển (Sverigetopplistan)        | 42              |
| Thụy Sĩ (Schweizer Hitparade)        | 27              |
| Anh Quốc (OCC)                       | 17              |
| Hoa Kỳ Billboard Hot 100             | 9               |
| Hoa Kỳ Pop Airplay (Billboard)       | 12              |
| Hoa Kỳ Adult Pop Airplay (Billboard) | 20              |

## Lịch sử phát hành
| Quốc gia    | Ngày                | Định dạng       | Hãng đĩa           |
| ----------- | ------------------- | --------------- | ------------------ |
| Mỹ          | 26 tháng 6 năm 2012 | Tải kĩ thuật số | Universal Republic |
| Canada      | 26 tháng 6 năm 2012 | Tải kĩ thuật số | 604                |
| Úc          | 26 tháng 6 năm 2012 | Tải kĩ thuật số | Universal Republic |
| New Zealand | 26 tháng 6 năm 2012 | Tải kĩ thuật số | Universal Republic |
| châu Âu     | 26 tháng 6 năm 2012 | Tải kĩ thuật số | Universal Republic |
| Brazil      | 26 tháng 6 năm 2012 | Tải kĩ thuật số | Universal Republic |
| Đức         | 20 tháng 7 năm 2012 | Tải kĩ thuật số | Universal Republic |
| Pháp        | 20 tháng 7 năm 2012 | Tải kĩ thuật số | Universal Republic |
| Anh         | 23 tháng 8 năm 2012 | Tải kĩ thuật số | Universal Republic |